# الکساندر کوزاک
الکساندر کوزاک (اوکراینی: Олександр Сергійович Козак؛ زادهٔ ۲۵ ژوئیهٔ ۱۹۹۴) بازیکن فوتبال اهل اوکراین است.
از باشگاه‌هایی که در آن بازی کرده‌است می‌توان به باشگاه فوتبال اوبولون-برووار کیف، باشگاه فوتبال متالیست خارکوف، باشگاه فوتبال متالورگ دونتسک، و باشگاه فوتبال استال کامیانسکه اشاره کرد.